# 向阳红系列海洋调查船

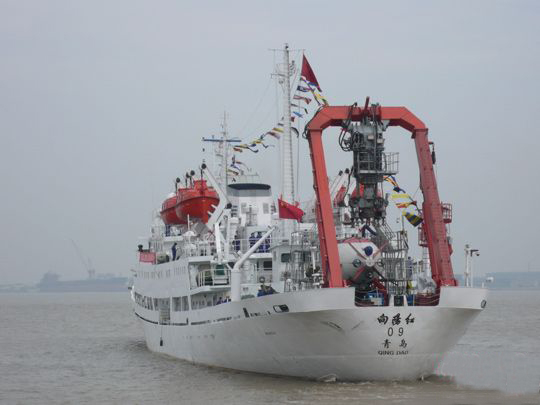
向陽紅09號

向阳红系列海洋调查船是中华人民共和国国家海洋局下属的海洋科学考察船队，该系列船只先后建造了十余艘，吨位从千吨级到万吨级不等。

## 历史
1969年3月28日，解放军海军司令部对国家海洋局船舶命名作了如下批复：国家海洋局1000吨以上的海洋调查船命名为“向阳红”，1000吨以下的命名为“曙光”，并以出厂先后冠以顺序号。 七十年代有600吨级的“曙光1”号、“曙光2”号、“曙光3”号（南海分局）、“曙光4”号、“曙光5”号（北海分局）、“曙光6”号、“曙光7”号（东海分局）。2016年底，北船重工游艇厂为国家海洋局北海环境监测中心承制的“曙光12”海湾移动监测平台下水。
至2022年，现在役的船隊有：向阳红01、03、05、06、08、09、10、14、18、20、22、31等船隻。據外國媒體曾報稱，中國科研船隻潛入過美國海軍用來追蹤潛艇進入印度洋的傳感器陣列群「魚鉤」網絡所在的部屬地點，印度據此聲稱，包括洋流，深度，水的鹽度等數據的收集能幫助潛艇戰，這些船隻名義上為科學用途，但實際上進行高精海水測繪為潛艇聲納所用，尤其中國「遠望5號」和「實驗6號」科考船分別於2022年8月和2023年10月曾停靠斯里蘭卡後，發生印方曾要求斯里蘭卡拒絕“向阳红03”停靠的事件，以致科研時程延遲，後來找上馬爾地夫解決，2024年2月8日在首都馬累港替換人員與補給，但有軍事專家認為，解放軍已經有潛艇救援艦、遠洋拖船、作戰艦等在印度洋執行遠海戒護與後勤支援任務。而具有海洋科研調查屬性的科考船，其船務性質與能力無需要支援潛艇海外航安保障任務。

## 功能分类
按承担的任务和吨位的不同，分属于三个序列
1. 1000吨级的调查船，主要进行水文气象和断面调查；
2. 3000吨级的调查船，主要进行远海和综合调查；
3. 10000吨级以上的调查船，主要进行远洋调查、极地调查和大洋考察。

## 船只清单
- 向阳红01号第一艘：1967年2月由江南造船厂开工建造1艘，1969年12月14日出厂，归东海分局使用。中国第一艘海洋水文气象船。（614I型），是国家海洋局建造的第一艘水文气象船，也是我国第一艘吨位比较大的气象船，设计排水量1120吨。
- 向阳红01号第二艘：武船2013年6月开工建造，2015年9月22日下水，2016年6月18日上午交付使用。总吨位约4800吨，续航力15000海里。[9]
- 向阳红02号：海洋水文天气船。广州造船厂1968年开工建造，1972年5月交付南海分局使用。设计排水量1178.93噸。
- 向阳红03号第一艘：海洋水文天气船。广州造船厂1972年5月交付。
- 向阳红03号第二艘：2013年6月开工，2015年7月31日在武船下水。总吨位4864噸。
- 向阳红04号：江南造船厂1967年9月开工，1972年交船。
- 向阳红05号第一艘：波兰巴黎公社造船厂建造Francesco Nullo级“长宁轮”货船。1966年下水。隶属于交通部广州远洋公司。广州造船厂于1970年开始把“长宁轮”货船改装为向阳红5号，1972年12月20日竣工。总投资为250万元。1978年12月，向阳红5号海洋调查船再次改装。满载排水量14500吨。
- 向阳红05号第二艘：3000吨级的综合科学考察船，2015年11月20日在武昌造船厂开工。2023年5月19日下水。
- 向阳红06号第一艘：广州造船厂于1969年1月开工建造，1973年完工。
- 向阳红06号第二艘：1995年建成小集装箱式货船“豪利”号。2012年5月18日，在青岛举行了“豪利”号入列改为向阳红06号远洋科考船的仪式。改建工程于2011年3月10日启动，由中船澄西船舶修造有限公司负责，于2012年1月16日正式交付国家海洋局北海分局。船长91米、船宽14.7米、型深7.6米，装有艏部侧推装置，满载排水量4900吨，最大航速13.5节，续航力15000海里，自持力60天，乘员60人。[10]
- 向阳红07号：芜湖造船厂于1971年6月开工，1972年4月20日下水。1974年9月26日交付国家海洋局北海分局使用。设计排水量1170噸。
- 向阳红08号第一艘：芜湖造船厂
- 向阳红08号第二艘：近海科考船，2008.11.25建成。排水量600吨。现属于国家海洋局北海分局。
- 向阳红09号：远洋科考船，沪东造船厂于1977年10月开工，1978年10月竣工，并于1978年12月服役北海分局。排水量4435吨。为蛟龙号潜水器母船。[11]
- 向阳红10号第一艘：大型远洋综合科学调查研究船，三层连续甲板、中等长度的艏楼，5层上层建筑，排水量13000吨。1971年2月开始研究设计，1975年7月江南造船厂开工建造，1979年10月交船，隶属于国家海洋局东海分局。1985年，该船荣获我国首届国家级科学技术进步奖的特等奖。1999年改装为远望四号航天测量船。2011年12月14日退役并被改装成“实验1号”反舰弹道导弹试验靶船。
- 向阳红10号第二艘：为国家深海及大洋区科考船。2012年6月温州中欧船业有限公司开工建设，采用全回转舵桨电力推进系统和动力定位系统，设计排水量约4400吨，续航力为1.2万海里，船上定员65人，自持力为60天。 [12]隶属于国家海洋局第二海洋研究所和浙江太和航运有限公司。由太和公司负责管理。
- 向阳红14号：远洋综合调查船，1981年7月入役。排水量4400吨[13]，曾出現在台灣東部測繪資料[14] 。
- 向阳红16号：1981年上海沪东造船厂建造，排水量4400吨，最大航速19节，续航力1万海里。双层连续甲板，采用双柴油机推进，双桨可调，双舵，并具首部侧推装置。隶属于国家海洋局东海分局。1992年11月～1993年4月配合海洋局海洋二所执行大洋多金属结核调查任务。1993年5月2日5时5分在北纬29°12′、东经124°28′的济州岛海域被塞浦路斯籍3.8万吨的“银角号”液化天然气船撞上了右舯部，银角号倒车，5时25分，船长金明奇、总指挥张志挺、副总工程师周邦仪等最后一批弃船。5时37分向阳红16号船头朝上沉没，从被撞到沉没总共32分钟。全船110人，107人获救，3人遇难（住在直接被撞部位的222舱室的于海洋、孟今伟和一位医生）。6时50分获救的107人全部登上银角号轮。银角号船以运输一级危险品不能靠泊为由继续向目的港航行。最后于5月4日10时，107人全部安全登上交通部上海救捞局的德意号远洋拖轮归国。[15]
- 向阳红18号第一艘：排水量4400吨
- 向阳红18号第二艘：701所设计、武船建造，2015年5月6日下水。12月31日交付。排水量1900吨，续航能力8000海里，自持力可达50天，满足无限航区要求。 [16]
- 向阳红20号：鄂州光大临江造船2013/11/8下水，2014/5/29交船，船名"海监52"，曾短暂改名"海警2252"，后改名"新实践"，2015年底改名"向阳红20"。满载排水量3160吨。[17]
- 向阳红21号：沪东造船厂于1980年9月至1982年9月建成。1982年11月交船。
- 向阳红22号：3000吨级大型浮标作业船。2018年9月29日上午在武船下水。[18]
- 向阳红28号：武昌造船厂于1983年12月22日正式开工建造，1986年6月12日下水，10月29日交船。
- 向阳红31号：3000吨级大型浮标作业船。2018年10月30日上午在武船下水。交付国家海洋局南海分局使用。[19][20]